# Godiva (wiersz)

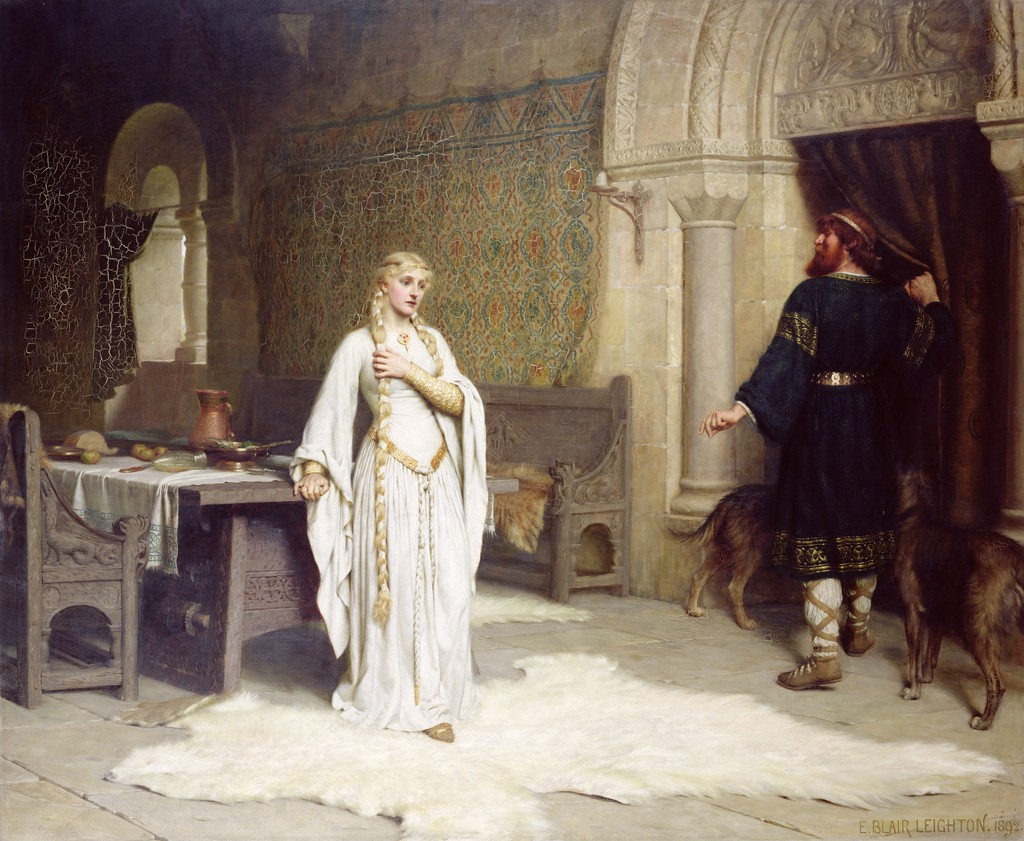
Edmund Leigton: Lady Godiva i jej mąż

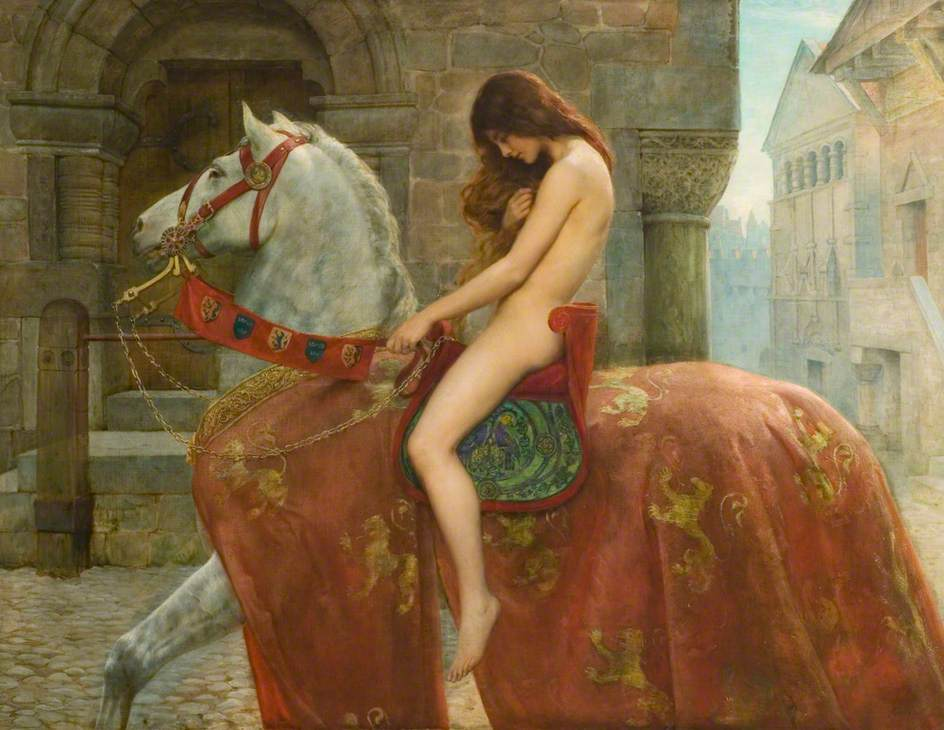
John Collier: Lady Godiva

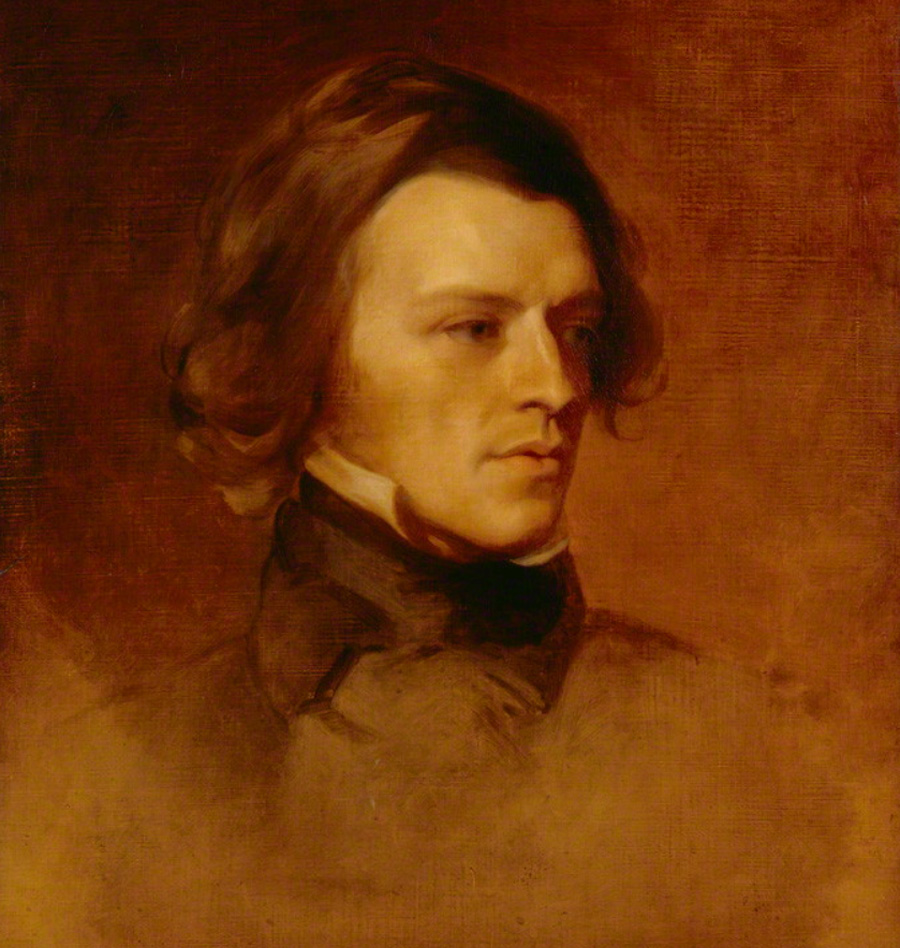
Alfred Tennyson w 1840

Godiva – wiersz dziewiętnastowiecznego angielskiego poety Alfreda Tennysona, napisany w 1840 i opublikowany w 1842. Utwór opowiada o Lady Godivie, żyjącej w XI wieku żonie lorda Coventry, która zdecydowała się przejechać nago na koniu przez całe miasto, żeby w ten sposób uwolnić jego mieszkańców od nadmiernych podatków nałożonych przez jej męża. Jest napisany wierszem białym (blank verse), czyli nierymowanym pięciostopowym jambem, to znaczy sylabotonicznym dziesięciozgłoskowcem, w którym akcenty są ustabilizowane na parzystych sylabach wersu. Tym rodzajem wiersza poeta posługiwał się wielokrotnie, między innymi w poematach Oenone, Święty Szymon Słupnik i Ulisses.

Not only we, the latest seed of Time,
New men, that in the flying of a wheel
Cry down the past, not only we, that prate
Of rights and wrongs, have loved the people well,
And loathed to see them overtax'd; but she
Did more, and underwent, and overcame,
The woman of a thousand summers back,
Godiva, wife to that grim Earl, who ruled
In Coventry: for when he laid a tax
Upon his town, and all the mothers brought
Their children, clamouring, "If we pay, we starve!"
She sought her lord, and found him, where he strode
About the hall, among his dogs, alone,
His beard a foot before him, and his hair
A yard behind.